# Tolstraat 160

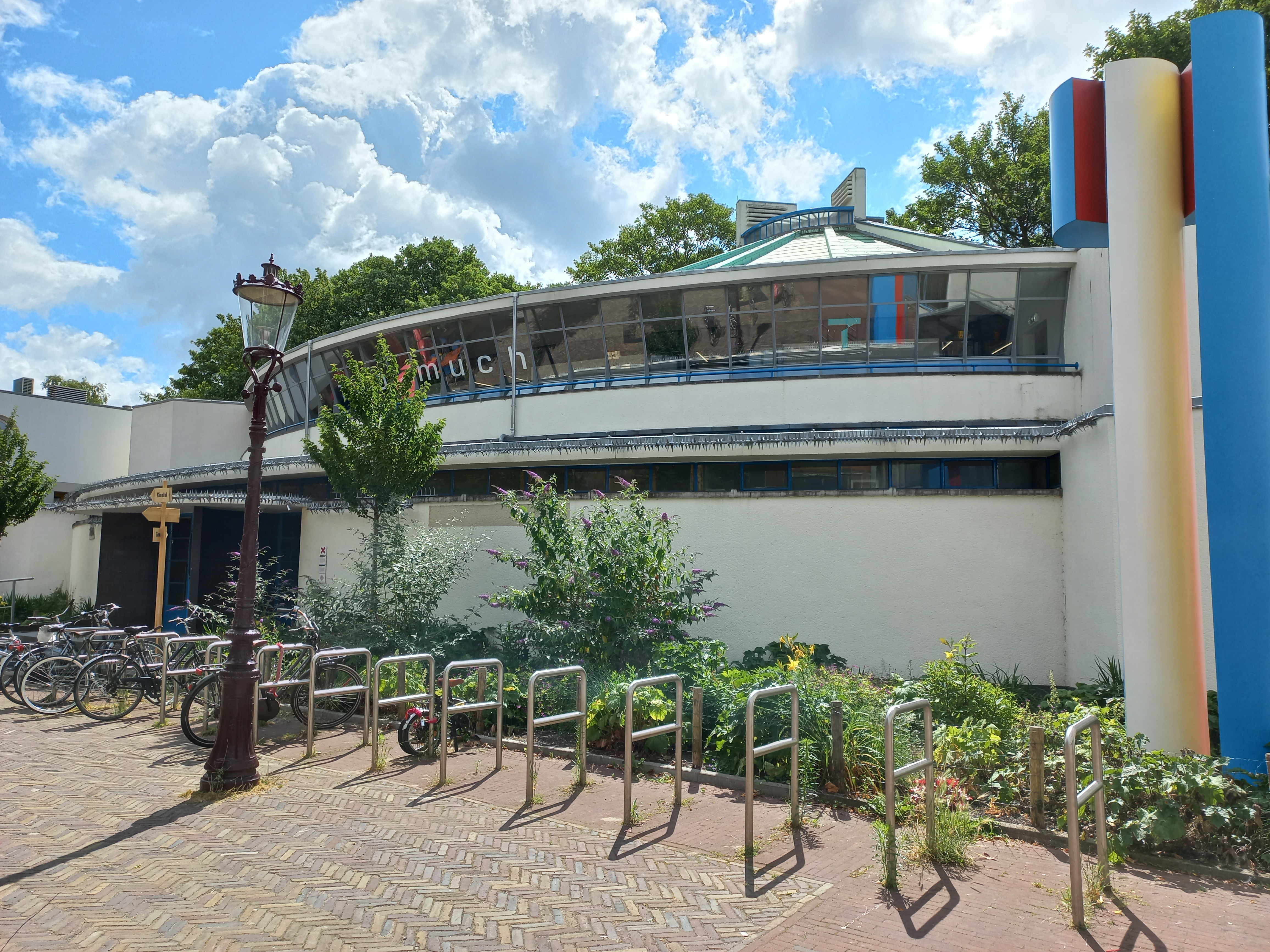
Tolstraat 160 in 2023

Tolstraat 160 te Amsterdam is een gebouw aan de Tolstraat in Amsterdam-Zuid. Binnen Amsterdam is het ook wel bekend onder de naam Cinétol, een langdurige gebruiker van het gebouw.

## Geschiedenis
Eeuwenlang lag hier agrarisch gebied, dat in de 19e eeuw bestuurd werd door de gemeente Nieuwer-Amstel. Die gemeente had een klein aantal woonkernen, maar bestond grotendeels uit landerijen. Die gemeente moest steeds strijden met gemeente Amsterdam om al dat gebied te behouden. Die grens werd nog aangegeven door een tolhek waarnaar de straat is vernoemd. Op 1 mei 1896 annexeerde Amsterdam desondanks het noordelijke en dichtst bevolkte gedeelte van Nieuwer-Amstel. Hier zou Amsterdam de Diamantbuurt, de Rivierenbuurt en Stadionbuurt op bouwen voor de almaar groeiende bevolking. Ter plaatse zo tegen de grens met Amsterdam had Nieuwer-Amstel met opzet in 1892 al bebouwing neergezet waaronder het Raadhuis van Nieuwer-Amstel dat in 1896 al aan Amsterdam moest worden overgedragen.

## Gebouw
Rond maart 1926 verzocht de P.C. Meulemans Stichting om twee gebouwen aan de Tolstraat te mogen slopen en daarmee een plek te creëren voor een vergaderzaal annex bijeenkomstruimte. De stichting wilde een nieuw gebouw neerzetten voor de Theosofische Vereniging in Nederland (TVN) en hadden het architectenduo Leendert van der Vlugt (waarschijnlijk projectarchitect) en Johannes Brinkman ingeschakeld. Zij ontwierpen in die tijd in de bouwstijl Nieuwe Zakelijkheid en kwamen met een gebouw met een driehoekige plattegrond bestaande uit twee bouwlagen onder een soort tentdak. Het gebouw werd opgetrokken in beton, behorend bij die stijl. Het gebouw zou daardoor in deze wijk een blijvend afwijkend uiterlijk krijgen en houden. De straten waren al eerder volgebouwd met recht-toe-recht-aan huizen in 19e eeuwse architectuur, dan wel Amsterdamse School met veel baksteen. Na de bouw werden diverse verbouwingen verricht om het aan te passen aan een gewijzigde bestemming. De theosofische stichting was al voor of tijdens de Tweede Wereldoorlog vertrokken, toen het omgebouwd werd tot bioscoop Ciné Tol, later samengetrokken tot Cinetol. Ook die vertrok; de stichting was nog eigenaar van het gebouw en wilde er vanaf. Sloopplannen ketsten af door steeds weer een nieuwe bestemming voor het gebouw te vinden, zoals een vestiging van de Openbare Bibliotheek Amsterdam, die er tot 2 december 2018 gevestigd zou zijn 

### Jaren 20, 21e eeuw
Vanaf 2022 na een uitgebreide verbouwing biedt het gebouw onderdak aan Tempel Amsterdam met werkplekken voor de culturele sector. Vanaf maart 2024 heeft het een medegebruiker in de Appel, een centrum annex museum voor hedendaagse kunst. 

## Monument
Het overleefde de sloopplannen deels doordat het op 7 november 1978 opgenomen werd in het monumentenregister; het werd een rijksmonument. Dit komt mede door de tegenstelling in het uiterlijk; de begane grond heeft een gesloten karakter, terwijl de verdieping onder het dak met galerij door een rondlopende galerij juist open oogt (zie foto 2023). Door de zaal de vorm te geven van een kwartcirkel moesten er speciaal betonnen spanten ontworpen worden; kolommen in een vergader- en bijeenkomstruimte waren ongewenst.  Zoals vermeld werd het gebouw steeds aangepast aan nieuw gebruik, maar het oorspronkelijke exterieur bleef grotendeels bewaard. Wel kreeg het een nieuwe kleur; de grauwe kleur ontstaan uit zand en graniet werd voorzien van een pleister/sauslaag, waardoor een helderder beeld ontstond. Het terrein wordt afgebakend door een betonnen terreinafscheiding waarop hekwerken, pijlers en lantaarns.

## Omgeving
In de directe omgeving zijn te vinden:
- Achter de bibliotheek is een grote binnentuin, waar in een houten gebouw al sinds 1970 de Tolkresj is gevestigd, een peuterspeelzaal die geheel door ouders wordt geleid, zonder betaalde medewerkers.[6][7] De tuin zelf, de Natuurtuin Cinetol, wordt onderhouden door buurtbewoners.[8][9]
- De theosofen zitten nog steeds in een gebouw ter rechterzijde (Tolstraat 154), waar bijeenkomsten plaatsvinden[10] en een grote bibliotheek met geestelijke boeken is.[11]
- In 1982-1985 is ter linkerzijde van de voormalige theosofische tempel een gebouw gekomen (Tolstraat 182), ook onder de naam Cinetol. Uit die tijd stamt een titelloos abstract beeld van Govert Heikoop, dat schuin voor het gebouw staat.